# Protanypus hamiltoni
Protanypus hamiltoni är en tvåvingeart som beskrevs av Ole Anton Saether 1975. Protanypus hamiltoni ingår i släktet Protanypus och familjen fjädermyggor.
Artens utbredningsområde är British Columbia. Inga underarter finns listade i Catalogue of Life.